# Гамбургская ратуша
Гамбургская ратуша (нем. Hamburger Rathaus) — резиденция местного правительства (сената) и парламента вольного ганзейского города Гамбурга.
Ратуша находится в центре города, в квартале Альтштадт, на площади Ратхаусмаркт, недалеко от озера Бинненальстер и центрального вокзала. Построенная в 1886—1897 годы в стиле неоренессанса, ратуша до сих пор сохраняет правительственные функции и служит резиденцией первого бургомистра Гамбурга.

## История
Старая Гамбургская ратуша была разрушена Большим гамбургским пожаром 1842 года, на строительство новой ушло почти 44 года. Здание было спроектировано группой из семи архитекторов во главе с Мартином Халлером. Строительство началось в 1886 году, открытие новой ратуши состоялось в 1897 году.
Стоимость строительства составила 11 миллионов немецких золотых марок (около 80 млн евро). 26 октября 1897 года на официальной церемонии открытия первый бургомистр Йоханнес Ферсман получил ключ от ратуши.
В послевоенный период Гамбург и его мэрию посещали главы различных государств, в том числе император Хайле Селассие I, шахиншах Мохаммед Реза Пехлеви в 1955 году и королева Елизавета II в 1965 году. На рыночной площади прошла служба памяти жертв наводнения в Северном море 1962 года.[когда?]. Более счастливыми моментами были празднования достижений местной команды Гамбург, как чемпионов Германии по футболу, в последний раз это было в 1983 году.
В 1971 году случайно, при поиске документа, упавшего за картотечный шкаф, в башне была обнаружена комната. Историки предполагают, что комнат может быть больше 647, известных на сегодняшний день.

## Архитектура
Снаружи ратуша построена в стиле неоренессанса. Это одно из немногих полностью сохранившихся зданий историзма в Гамбурге. Она построена в период процветания, когда Королевство Пруссия и его союзники победили Францию во франко-германской войне (итогом которой стало образование Германской империи и получение от Франции контрибуции в 5 млрд франков). Внешний вид новой Гамбургской ратуши был призван выражать богатство, независимость и республиканские традиции Гамбурга.

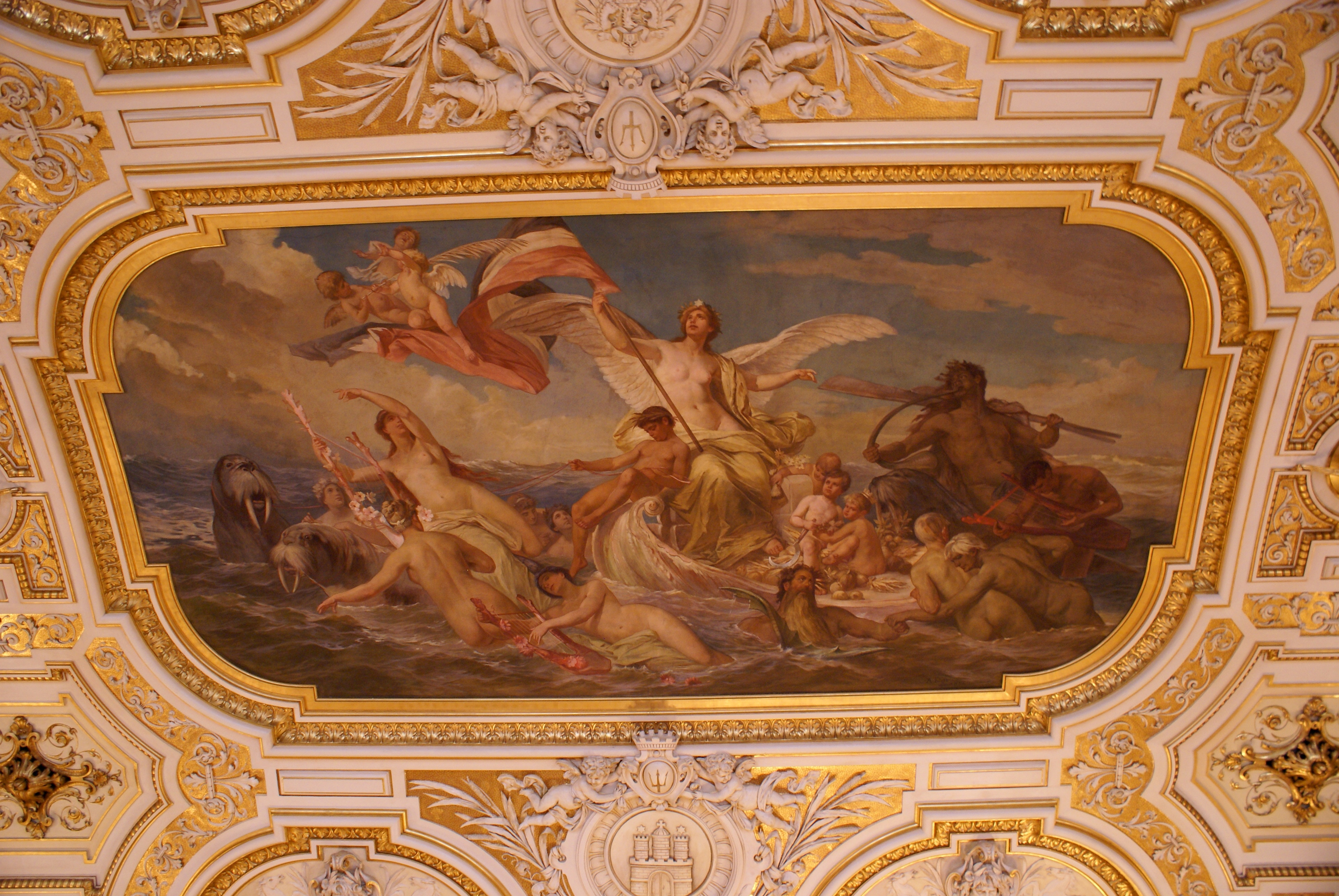
Интерьер Гамбургской ратуши

Ратуша имеет общую площадь 17 000 м², не считая ресторана Ратсвайнкеллер (нем. Ratsweinkeller), ныне называемого «Парламент» (Parlament), площадью 2900 м². Высота башни составляет 112 метров, башня имеет 436 ступеней. Распространено заблуждение, что в гамбургской ратуше больше комнат, чем в Букингемском дворце (647 против 775), на площади 5400 м².
Балкон увенчан мозаикой с изображением богини-покровительницы Гамбурга Гаммонии, гербом города и надписью девиза на латыни: «Libertatem quam peperere maiores digne desireat servare posteritas» («Свободу, что добились для нас наши предки, достойно пусть с честью хранят потомки»).
Внутренний двор украшает фонтан Гигиеи — богини здоровья и гигиены в греческой мифологии. Окружающие её фигуры олицетворяют силу и чистоту воды. Фонтан был построен в память об эпидемии холеры в 1892 году, его прежним техническим назначением было охлаждение воздуха в ратуше.

## Функции
Вестибюль — это общественное пространство, используемое для проведения концертов и выставок. Он открыт для публики. Императорский зал (Кайзерзал) на первом этаже — второй по величине зал, названный в честь Вильгельма II и служащий местом для официальных мероприятий. В ратуше ведётся Золотая книга города, в которой оставили записи многие высокопоставленные лица, включая бывшего президента Германии Пауля фон Гинденбурга и Далай-ламу. В левом крыле находится зал Парламента Гамбурга, состоящего из 121 депутата. Он был реконструирован в период нацизма и только три поля на потолке напоминают о его первоначальном убранстве.

## Окрестности
Ратуша располагается в центре Гамбурга. Рядом с ней находится рыночная площадь Ратхаусмаркт, которая используется для проведения мероприятий и фестивалей. В задней части ратуши находится Гамбургская фондовая биржа. Главная торговая улица Менкебергштрассе соединяет ратушу с центральным вокзалом Бинненальстер, вокзалом Юнгфернштиг и причалом для судов на Альстере, расположенных к северу от ратуши. Ближайшая архитектурная достопримечательность — церковь Святого Петра.